# Holstebro
Holstebro é um município da Dinamarca, localizado na região ocidental, no condado de Ringkobing.
O município tem uma área de 351 km² e uma  população de 41 119 habitantes, segundo o censo de 2003.